# Pieter Aspe
Pieter Aspe, pseudoniem van Pierre Anna Gaston Aspeslag, (Brugge, 3 april 1953 –  aldaar, 1 mei 2021) was een Vlaams schrijver.

## Levensloop
Pieter Aspe studeerde aan het Sint-Leocollege in Brugge. Hij was voltijds auteur sinds 1996. Daarvoor werkte hij onder andere als magazijnier, verkoper, seizoenagent bij de zeevaartpolitie, fotograaf en studiemeester. Hij was ook enkele jaren conciërge en koster van de Heilig-Bloedkapel in Brugge. In 1976 was hij kandidaat voor de gemeenteraadsverkiezingen op de dissidente lijst 'Christen democraten' maar hij werd niet verkozen.

## Werk
Pieter Aspe schreef misdaadromans met als hoofdpersonen hoofdinspecteur Pieter Van In en substituut (officier van justitie) Hannelore Martens, die in het debuutverhaal Het vierkant van de wraak zijn geliefde wordt. De meeste verhalen spelen zich in Brugge af, alhoewel 13, Ontmaskerd, Op Drift en Casino zich grotendeels in Blankenberge afspelen. Voor Alibi moet het team naar Antwerpen, waar een samenwerking met het lokale korps georganiseerd wordt.
In 2001 ontving Aspe de Hercule Poirotprijs voor zijn roman Zoenoffer. In opdracht van VTM werden de eerste tien misdaadromans van Aspe in Brugge verfilmd tot een tv-serie, getiteld Aspe. Er werden tien reeksen opgenomen en uitgezonden. Dit zijn geen van alle verfilmingen van Aspes boeken. Wel werd onder het toeziend oog van Pieter Aspe zelf voortgebouwd op het elan van de boeken.
Daarnaast schreef Aspe ook twee jeugdboeken, Bloedband en het vervolg Luchtpost, en vier novellen: Grof Wild, Kat en Muis, De Laatste Rit en De Japanse Tuin. Na de eerste reeks van Aspe is zijn boekenverkoop immens toegenomen en staat de teller reeds op meer dan 1,5 miljoen verkochte boeken in België en Nederland (december 2008). In opdracht van Het Nieuwsblad schreef Aspe ook Dekmantel, een kort verhaal in 7 episodes dat in augustus 2009 in de krant kwam.
In het tiende seizoen van Aspe wordt hoofdcommissaris De Kee gaandeweg vervangen door een nieuw personage in de reeks.
Van zijn boeken zijn diverse vertaald en uitgegeven in omliggende landen, zoals Duitsland, Frankrijk en Italië, maar ook in Zuid-Afrika (Die Vierkant van die wraak; Die Midasmoorde).

## Ziekte en overlijden
Begin augustus 2006 kreeg Pieter Aspe een hartaanval en zakte op straat in elkaar. Hij werd met spoed in het ziekenhuis opgenomen en geopereerd. Er werden drie overbruggingen op zijn kransslagaders geplaatst. Na deze operatie ontstond opschudding toen Aspe en zijn behandelend cardioloog voor het oog van de pers elk een glas Duvel dronken, waarbij de cardioloog beweerde dat dit goed zou zijn voor Aspes cholesterol. Deze actie lokte geschokte reacties van andere cardiologen uit. 
Pieter Aspe stierf op 1 mei 2021 op 68-jarige leeftijd nadat hij al een tijdje ziek was. De auteur kampte in 2020 al met gezondheidsproblemen en lag toen vijftien dagen lang in het ziekenhuis. Hij had zware longproblemen, maar het bleek geen coronavirus te zijn geweest. Wel vonden ze een abces in zijn longen. Deze gezondheidsproblemen werden hem uiteindelijk het daaropvolgende jaar fataal.
Na zijn dood praatte zijn weduwe open over het alcoholprobleem waar haar man mee kampte.

## Stripverhalen
Er zijn ondertussen ook al meerdere stripverhalen verschenen waarin Pieter Van In het hoofdpersonage is.
Het eerste en tweede album zijn gebaseerd op de eerste twee boeken uit de boekenreeks en zijn getekend door Patrick Van Oppen. Het derde en vierde album zijn getekend door Luc de Maeyer en zijn gebaseerd op de tweede tv-reeks die niet van de hand van Aspe is, maar wel dezelfde personages bevat. Het album 'Grof wild' werd getekend door Merho. Niet Pieter Van In maar familie Borremans en anderen zijn de personages en in het stripboek figureert de familie Kiekeboe.
- 2004 - Het vierkant van de wraak
- 2005 - De Midasmoorden
- 2007 - Het Liefdesnest
- 2008 - De IJskoningin
- 2011 - Grof wild
- 2018 - Dossier Van De Duivel

## Hoorspelen
De serie over hoofdinspecteur Van In is ook uitgebracht als hoorspel, dat in 2001 op VRT Radio 2 werd uitgezonden.

## Prijzen
- 2001 - Hercule Poirotprijs voor Zoenoffer
- 2002 - Humo's Gouden Bladwijzer voor De vijfde macht
- 2010 - Hercule Poirot Oeuvreprijs voor Aspe's gehele oeuvre